# Вічний (телесеріал)
Вічний (фр. Éternelle) — французький науково-фантастичний мінісеріал. Виготовила серіал французька компанія Alizés Film у форматі 6 серій по 52 хвилини, композитор — Дідьє Делайтре. У головній ролі Клер Кейм уперше транслювався на M6 з 30 липня 2009 року по 13 серпня 2009 року в прайм-тайм.

## Сюжет
Дощової ночі Янн Віолайн, нічний лікар, на своєму позашляховику врізається в оголену молоду жінку. Її везуть до лікарні, вона втратила пам'ять та заражена невідомою бактерією. Вона швидко відмовляється розлучатися з чоловіком, який її поранив, при цьому залишається повною загадкою для всіх, медичного персоналу та поліції. Янн виявляє, що в неї є дивні здібності, такі як читання думок, і вона може обмінюватися особистістю, спогадами та здібностями з людьми, яких зустрічає. У неї також є свого роду шумерська родимка на лівому стегні.

## У ролях
- Клер Кейм — «Вона»
- Гійом Крамойсан — Янн Волен
- Юорис Террал — Кристоф Морель
- Антуан Дюлері — Лейтенант Гір
- Одрі Флеро — Світлана Янкова
- Серж Рябукін — Шакін
- Артюр Жуно — Мартін
- Ельза Молен — Карін
- Азіль Раїс — Ікшан

## Відгуки та розповсюдження
Серіал став досить успішним у Франції. У першу ніч він зібрав 4 мільйони глядачів (19,6 % загального глядацького ринку), що добре у Франції для наукової фантастики на телебаченні в прайм-тайм. У наступних епізодах аудиторія утримувалася на рівні 2,5 мільйона. Написання другого сезону триває.
Серіал доступний на DVD у Франції.